# ياسوناري شيمايا
ياسوناري شيمايا (باليابانية: 島屋 八徳) (مواليد 3 أبريل 1990)، هو لاعب كرة قدم ياباني سابق كان يلعب كلاعب وسط.

## وصلات خارجية
- ياسوناري شيمايا على موقع رابطة كرة القدم اليابانية للمحترفين (اليابانية)
- ياسوناري شيمايا على موقع قاعدة بيانات كرة القدم.إي يو (الإنجليزية)
- ياسوناري شيمايا على موقع Soccerway.com (الإنجليزية)
- ياسوناري شيمايا على موقع عالم كرة القدم.نت (الإنجليزية)